# فیلیپ کلینگمن
فیلیپ کلینگمن (انگلیسی: Philipp Klingmann؛ زادهٔ ۲۲ آوریل ۱۹۸۸) بازیکن فوتبال اهل آلمان است.
از باشگاه‌هایی که در آن بازی کرده‌است می‌توان به باشگاه فوتبال کارلسروهه، باشگاه فوتبال اس‌وی زاندهاوزن، و باشگاه فوتبال هوفنهایم اشاره کرد.